# Megalochori (Methana)
Megalochori (griechisch Μεγαλοχώρι (n. sg.); dt. ‚Großes Dorf‘) ist ein Dorf auf der attischen Halbinsel Methana. Zusammen mit drei weiteren kleinen Siedlungen bildet es eine gleichnamige Ortsgemeinschaft.
Unterhalb des Dorfes befindet sich die Akropolis des antiken Methana, das auch schon von Pausanias beschrieben wurde. Das Dorf hatte früher den albanischen Namen Katoundi Imath, was ebenfalls ‚großes Dorf‘ bedeutet.

## Einwohner
| Jahr | Einwohner |
| ---- | --------- |
| 1981 | 437       |
| 1991 | 226       |